# Carl Latann
Carl J. Latann (soms ook: Latan) (Kleinleinungen, 28 juli 1840 – Bad Freienwalde, 15 oktober 1888) was een Duitse componist en militaire kapelmeester, vooral bekend als chef-dirigent van het eerste in Duitsland opgerichte muziekkorps van de marine. Hij is tegenwoordig nog bekend als componist van uitstekende marsen, waarvan de mars Frei weg! de bekendste is.

## Levensloop
Latann werd na een opleiding op een lokale muziekschool later militaire muzikant in muziekkorpsen van de landmacht. In oktober 1871 werd hij chef-dirigent van het eerste in Duitsland opgerichte muziekkorps van de 2e matrozendivisie te Wilhelmshaven. Deze muziekkapel bereikte een hoog muzikaal niveau en maakte talrijke reizen door het Duitse rijk. Toen in 1878 op grond van bezuinigingen het ledenaantal van het muziekkorps drastisch verlaagd dreigde te worden, protesteerde Latann en dat was misschien de grond voor zijn ontslag in januari 1884.
Vervolgens poogde hij met de oprichting en leiding van een muziekschool in Wilhelmshaven financiële onafhankelijkheid te bewerkstelligen. Nadat deze poging mislukte, werd hij dirigent van een orkest in Jever. Later werd hij dirigent van een militaire muziekkapel in Nijmegen. Kort voor zijn vroegtijdig overlijden werd hij dirigent van een civiele muziekkapel in Bad Freienwalde.
Als componist was hij zeer productief en schreef rond 250 werken zoals ouvertures, romances en dansen en vooral talrijke fijne marsen.

## Composities

### Werken voor orkest
- Am Kamin, romance voor cello en strijkorkest, op. 244
- Fest-Ouverture, voor orkest, op. 98
- Knecht Ruprecht kommt - Weihnachtsfest-Polka, voor orkest, op. 233

### Werken voor harmonieorkest
- 1870 Rendezvous-Marsch[2] - Parademars van het van koninklijk Saksisch 9e Infanterie Regiment nr. 133 - Zwickau
- 1874 Admiral Stosch, mars, op. 140[3][4] - opgedragen aan Admiraal Albrecht von Stosch - in Zweden bekend als Kungliga Kronobergs regementes marsch
- 1885 Frei weg!, mars[5] - Parademars van het 10e Saksisch Infanterie-Regiment nr. 134 in Plauen
- Anker auf
- Avant-garde
- Dernier-Salut
- Frisch auf
- Frühlingsgrüße
- Jubelfest
- Lebenslust, ouverture
- Letzte Ehre (Last Respects), treurmars
- Marcia legeria (Leicht zu Fuß)
- Mit frischem Mut[6]
- Sachsengruß
- Schützenmarsch
- Schutterij-Parade-Marsch[7]
- Soldaten kommen!
- Souvenir de Belle-Alliance
- Vlug ter been, mars voor harmonie- of fanfareorkest
- Von Mostar nach Wien, mars
- Vorwärts immer - Rückwärts nimmer!

### Vocale muziek

#### Liederen
- Es rauscht der Wald (Bänkellied), voor zangstem en orkest
- Herz an Herz, pizzicato-gavotte voor zangstem en orkest, op. 222